# Can Vinyals (Arenys de Munt)
Can Vinyals és un edifici d'Arenys de Munt que forma part de l'Inventari del Patrimoni Arquitectònic de Catalunya.

## Descripció
És una casa d'un cos, només de planta baixa. La façana és l'element més remarcable de la casa, amb tres obertures grans en forma de porta central i dues finestres laterals. A sobre hi ha unes petites obertures que fan de respiradors. La decoració és feta a base de relleus i esgrafiats petits emmarcant les obertures. El coronament és de forma arrodonida, i al mig hi ha una decoració en la qual hi ha la data de la construcció de la façana, 1913. A la part superior hi ha unes fulles amb terra cuita.

## Història
Aquesta casa formava part de la que hi ha al costat: les dues formaven Can Vinyals. Per qüestió d'heretatge es va partir la casa i en l'actualitat en són dues. Quan ocorregué això fou quan es restaurà aquesta casa tant de dins com de fora, i es va fer aquesta façana.